# Lądowisko Bydgoszcz-10 Wojskowy Szpital Kliniczny
Lądowisko Bydgoszcz-10 Wojskowy Szpital Kliniczny – lądowisko sanitarne w Bydgoszczy, w województwie kujawsko-pomorskim, położone przy ul. Powstańców Warszawy 5. Przeznaczone jest do wykonywania startów i lądowań śmigłowców sanitarnych i ratowniczych w dzień i w nocy o dopuszczalnej masie startowej do 5700 kg. 
Zarządzającym lądowiskiem jest 10 Wojskowy Szpital Kliniczny z Polikliniką Samodzielny Publiczny Zakład Opieki Zdrowotnej. W roku 2012 zostało wpisane do ewidencji lądowisk Urzędu Lotnictwa Cywilnego pod numerem 151